# Токоприёмник
Токоприёмник (энергополучатель) — тяговый электрический аппарат, предназначенный для создания электрического контакта электрооборудования подвижного состава с контактной сетью (электропроводом) и, следовательно, токосъёма. Реализует контактный способ токосъёма.

## Конструкция

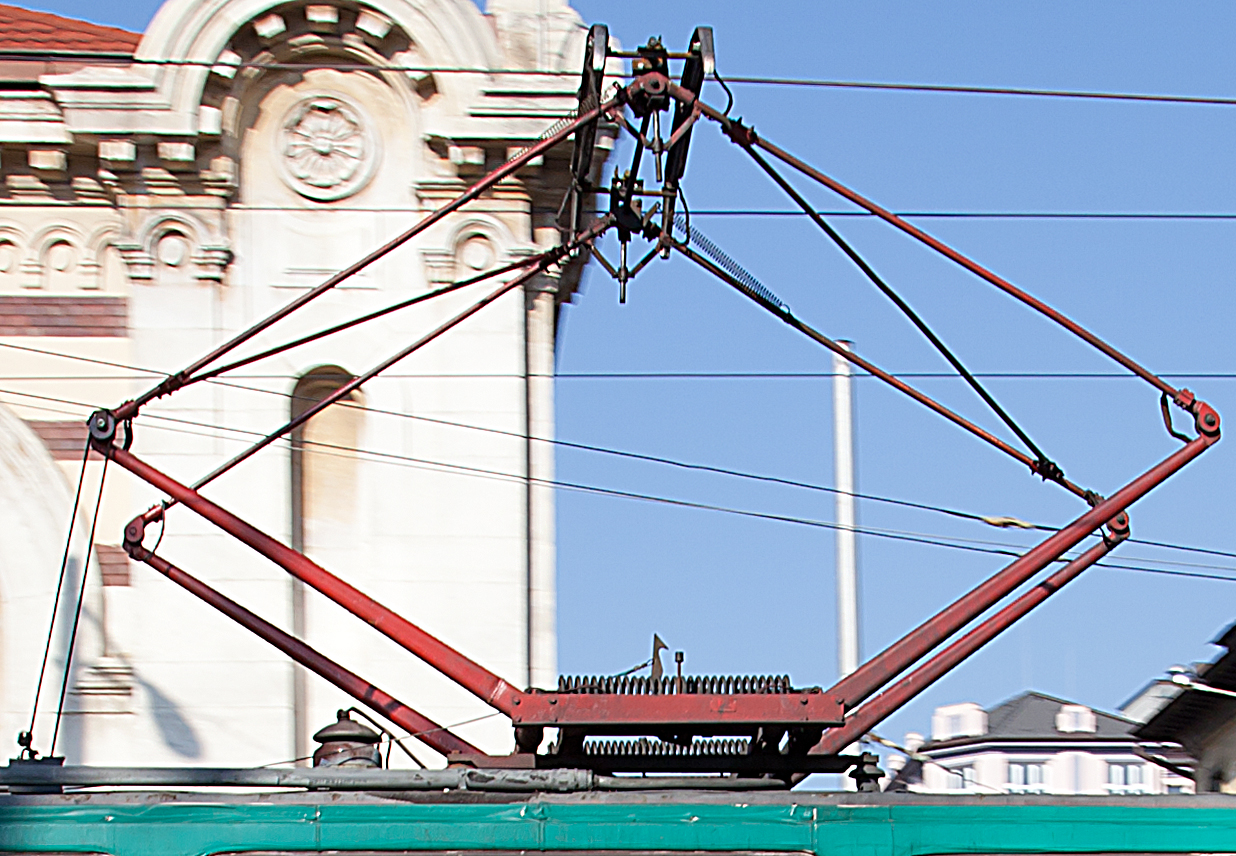
Пантографный токоприёмник на вагоне трамвая

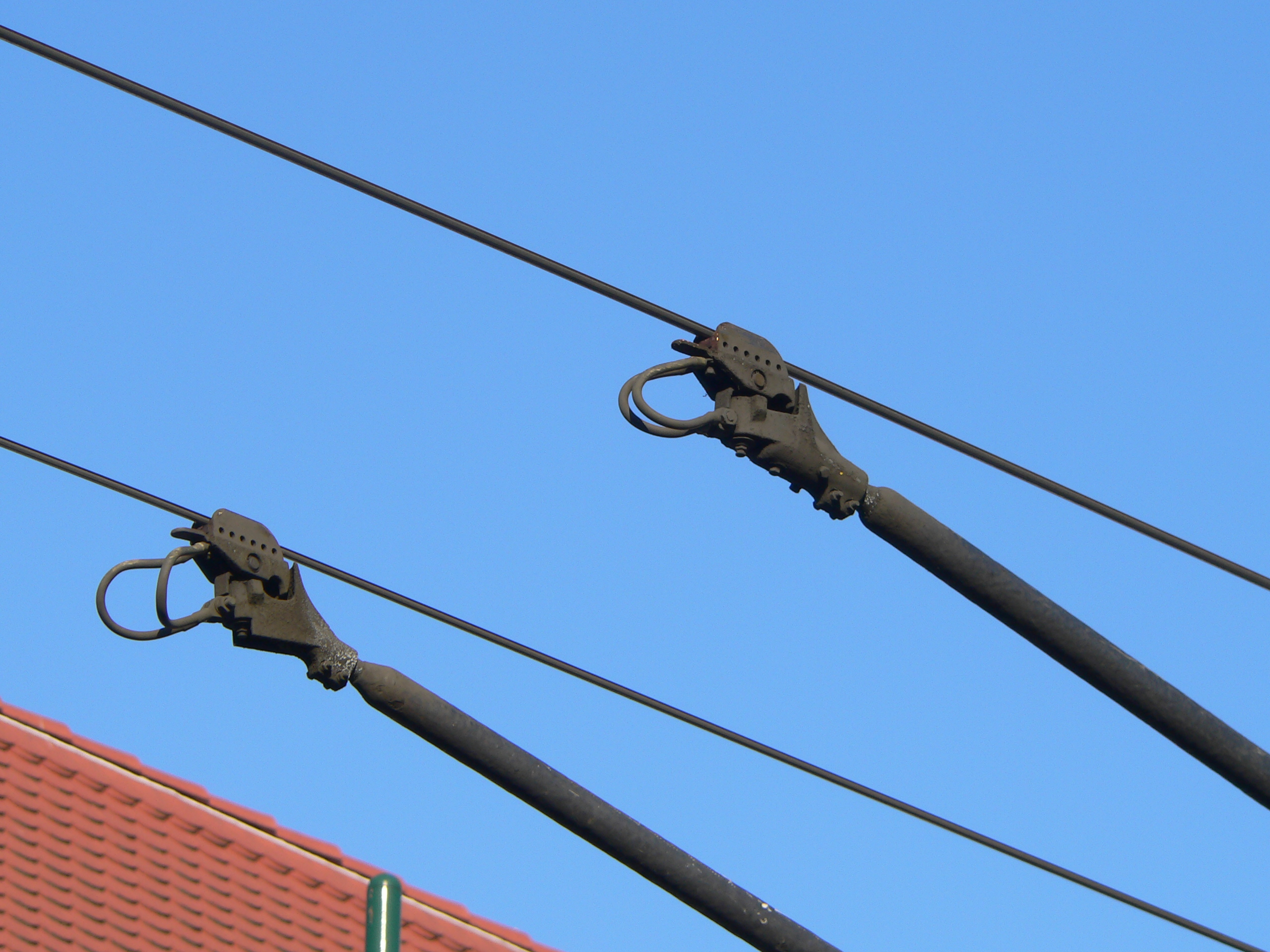
Штанговый токоприёмник троллейбуса

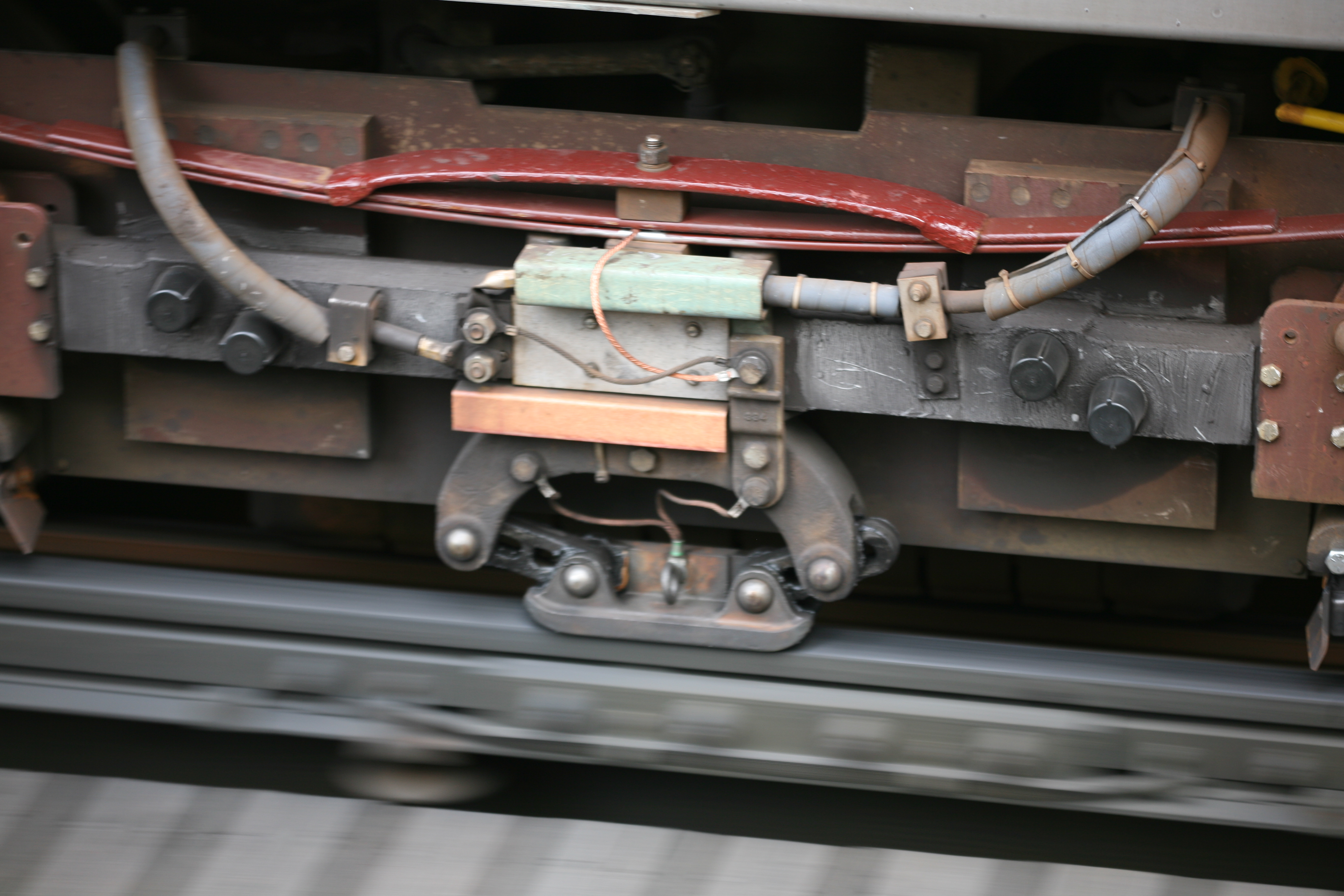
Токоприёмник для контактного рельса

Конструкция токоприёмников и их характеристики определяются мощностью (током нагрузки) и скоростью ЭПС, габаритами подвижного состава и приближения строений, расположением контактных проводов или рельса в плане и по высоте относительно ЭПС, характером изменения расстояния между основанием токоприёмника и контактным проводом или рельсом, условиями управления подъёмом и опусканием токоприёмников. Токоприёмники должны обеспечивать надёжный (без повреждений), экономичный (с минимальным износом контактирующих элементов) и экологичный токосъём.
Комплексы конструктивных элементов, входящих в состав контактных токоприёмников, подразделяют на:
- Базовые элементы, необходимые для участков, электрифицированных как на постоянном, так и на переменном токе
  - Система подвижных рам (полностью определяет поперечную жёсткость токоприёмника)
    - Пантографы
    - Полупантографы
    - Штанговые
    - С подвижным основанием

  - Подъёмно-опускающий механизм
  - Основание
  - Управляющие
- Альтернативные специфические элементы для постоянного или переменного тока, а также для электровозов или электропоездов
  - Контактирующие
  - Полозы
  - Каретки — элемент конструкции токоприёмника, обеспечивающий упругое перемещение полоза относительно верхнего шарнира системы подвижных рам, и предназначенный для уменьшения влияния инерции рам в процессе взаимодействия с контактной сетью путём упругого расчленения масс токоприёмника
    - Плунжерные
      - Вертикальные
      - Наклоняемые
      - С демпфированием

    - Плунжерно-рычажные
    - Рычажные
    - Рычажно-пружинные
    - Пружинные
    - С кулисой (направляющей)

  - Токопроводящие
  - Изолирующие
- Дополнительные элементы используют для повышения эксплуатационных свойств токоприёмников — скорости, надёжности, экономичности и экологичности
  - Предохранительные
  - Аэродинамические — предназначены для улучшения аэродинамических свойств токоприёмников, зависящих от воздействий воздушного потока
    - Уменьшающие лобовое сопротивление
    - Экранирующие
    - Компенсирующие аэродинамическую подъёмную силу

  - Демпфирующие — применяют для отбора энергии от колеблющейся системы «токоприёмник — контактная подвеска», снижения амплитуд перемещений и уменьшения колебаний контактных нажатий до допустимых пределов
    - Устанавливаемые в верхнем узле токоприёмника
    - Устанавливаемые в системе подвижных рам

  - Авторегулирующие
  - Диагностические
  - Сохраняющие
  - Для наклона кузова
  - Помехоподавляющие
  - Шумоподавляющие
  - Для обеспечения электробезопасности
  - Охлаждающие
  - Виброзащищающие
  - Гололедозащищающие
  - Эрозиозащищающие

Комплексы базовых и альтернативных элементов содержат все токоприёмники отечественного ЭПС.
Безаварийная работа ЭПС и контактной сети в значительной степени зависит от характеристик, определяемых конструкцией подъемно-опускающего механизма (привода) токоприёмника. Привод должен обеспечивать: необходимую величину опускающей силы, требующейся для надёжного опускания токоприёмника (при необходимости) с заданной скоростью за определенное время; определенную величину удерживающей силы, предотвращающей самопроизвольный подъём токоприёмника при высоких скоростях движения; заданное статическое нажатие на контактный провод с возможностью его регулирования как вручную, так и автоматически; достаточно малое время подъёма и опускания токоприёмника без повреждения его элементов и контактной сети при заданных эксплуатационных скоростях движения подвижного состава. Кроме того, привод токоприёмника должен управляться дистанционно. По виду используемой энергии все приводы токоприёмников разделяют на пневматические, электрические и гидравлические.

## Разновидности токоприёмников
Токоприёмники различают по условиям работы и по конструктивному исполнению:
- Для токосъёма с воздушной контактной сети:
  - Пантографный — токоприёмник с подъёмным механизмом в виде шарнирного многозвенника, обеспечивающим вертикальное перемещение контактного полоза[2].
  - Штанговый — токоприёмник с подъёмным механизмом в виде рычага-штанги, допускающим вертикальное, а при необходимости и боковое перемещение контактной головки (контактного «башмака») или (реже) полоза. Весьма характерен для троллейбусов (двухштанговый вариант).
  - Дуговой — токоприёмник с подъёмным механизмом в виде поворотной рамы, обеспечивающим перемещение полоза по дуге окружности.
  - Токоприёмник для бокового контактного провода.
- Для токосъёма с контактного рельса:
  - Токоприемник для контактного рельса
  - Кондуитный токоприёмник